# Protosmia asensioi
Protosmia asensioi là một loài Hymenoptera trong họ Megachilidae. Loài này được Griswold & Parker mô tả khoa học năm 1987.